# جیمز مک‌گیل
جیمز مک‌گیل (انگلیسی: James McGill; ۶ اکتبر ۱۷۴۴ – ۱۹ دسامبر ۱۸۱۳) بازرگان، سیاستمدار، و تاجر معروف اهل اسکاتلند بریتانیا بود. وی به‌عنوان بنیانگذار دانشگاه مک‌گیل مونترآل شناخته شده‌است.

## زندگی‌نامه

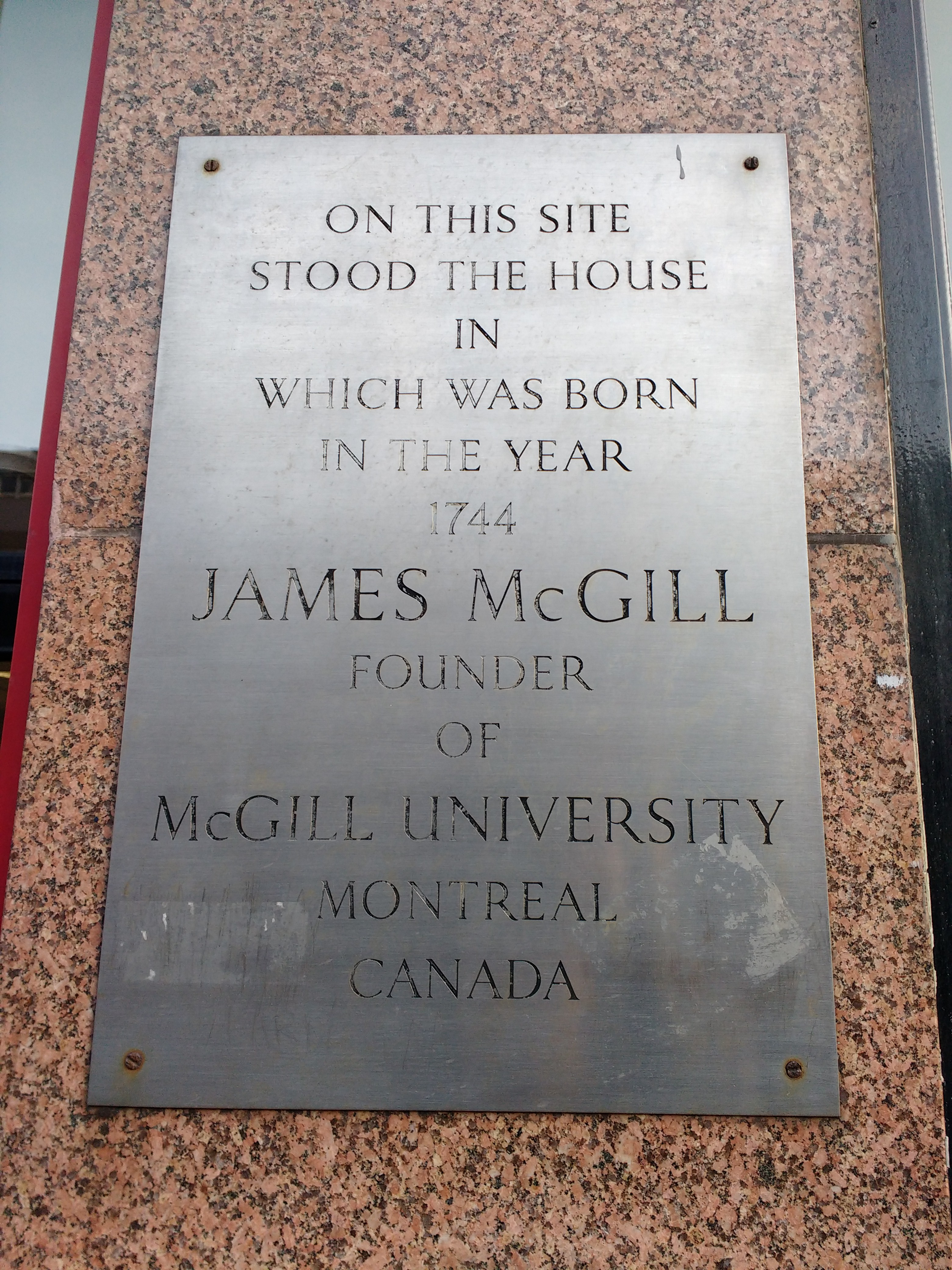
پلاک محل خانه‌ای که جیمز مک گیل، بنیانگذار دانشگاه مک‌گیل در آن متولد شد. این خانه در خیابان استوکل در گلاسکو واقع شده‌است.

جیمز در ۱۷۴۴ در گلاسکو متولد شد. او در دانشگاه گلاسگو تحصیل کرد و بلافاصله پس از آن برای کسب فرصت‌های تجاری به آمریکای شمالی رفت. پس از آن به مونترال رفت و تا سال ۱۷۶۶ در آنجا بود.
جیمز مک‌گیل در هشتم ژانویه ۱۸۱۱، دو سال پیش از مرگ خود، وصیت کرد که ملک او در شهر مونترال، به مساحت چهل‌وشش هکتار با خانه‌های اطراف آن، به مؤسسهٔ آموزشی و تحقیقی تبدیل شود. این مؤسسه بعدها به نام دانشگاه مک‌گیل شهرت یافت.